# Eugnosta sartana
Eugnosta sartana es una especie de polilla de la tribu Cochylini, familia Tortricidae. Fue descrita científicamente por Hübner en 1823. El epíteto específico (del latín  sartus) quiere decir manchado.
Su envergadura es de 10-15 mm. Las alas anteriores son castaño claro con manchas castaño oscuro en la región media y terminal. Los adults vuelan todo el año en el sur de su distribución geográfica, en el norte la época principal de vuelo es desde abril a noviembre.

## Distribución
Se encuentra en los Estados Unidos (desde Pensilvania hasta Florida y desde Misuri hasta Texas).